# گل‌قیفی‌ها
گل‌قیفی‌ها (نام علمی: Petrophile) نام یک سرده از تیره شکرپارگان است.